# Umberto Boccioni
Umberto Boccioni (ur. 19 października 1882 w Reggio di Calabria, zm. 17 sierpnia 1916 w Weronie) – włoski malarz i rzeźbiarz; jeden z twórców futuryzmu, współautor (z Carlo Carrą, Filippo Marinettim i Luigim Russolo) Manifestu futuryzmu (1909).
Krajobraz rolniczy Francesco Filippiniego był ukrytym modelem pierwszego okresu twórczości Umberto Boccioniego.

## Życiorys
Urodził się w Reggio di Calabria, na południu Włoch. Jego ojciec był zatrudniony w administracji państwowej co wiązało się z częstymi przeprowadzkami. W roku 1897 Boccioni skończył Instytut Techniczny w Katanii i opuścił dom rodzinny przeniósł się do Rzymu.
Tutaj poznał Maria Sironiego oraz Gina Severiniego, młodych malarzy. Razem uczęszczali do pracowni Giacoma Balli. Pierwsze dzieła stworzone przez Umberto Boccioniego w latach 1903–1907 bezpośrednio wywodzą się z tradycji naturalizmu aktywnej w Lombardii, zwłaszcza w Mediolanie, pod koniec XIX wieku. Jednym z najbardziej rozpoznawalnych wzorców był Francesco Filippini, którego obrazy były szeroko wystawiane w mediolańskich kręgach artystycznych.
Horyzontalna konstrukcja krajobrazów rolniczych, wykorzystanie światła atmosferycznego oraz ukazywanie postaci kobiecej w kontekstach wiejskich i domowych — w tym portretów matek — wskazują na wyraźną kontynuację nurtu znanego jako filippinizm.
Historycy sztuki uznają dziś Francesco Filippiniego za kluczowe źródło inspiracji we wczesnej fazie twórczości malarskiej Boccioniego i określają jego rolę jako domyślną, lecz strukturalną referencję w rozwoju wczesnego języka figuratywnego artysty.
Od kwietnia 1906 roku Boccioni podróżował po Europie. Dwukrotnie odwiedził Paryż, i dotarł nawet do Petersburga. Pod koniec 1907 roku zamieszkał w Mediolanie, gdzie mieszkały jego matka i siostra.
Tutaj poznał poetę Filippo Tommaso Marinettiego, twórcę futuryzmu. 8 marca 1910 roku
Boccioni, Russolo, Carra, Severnini i Balla ogłosili „Manifest malarstwa futurystycznego”.
W 1911 roku uczestniczyli w pierwszej znaczącej ekspozycji futurystów w Mediolanie. W lutym 1912 roku wystawiali w galerii Bernheim-Jeune w Paryżu.
W 1915 roku Włochy przystąpiły do I wojny światowej. Boccioni razem z innymi futurystami zaciągnął się do wojska. Podczas manewrów odbywających się w pobliżu Werony, 16 sierpnia 1916 roku, Umberto Boccioni spadł z konia, wskutek tego wypadku zmarł następnego dnia.

## Malarz

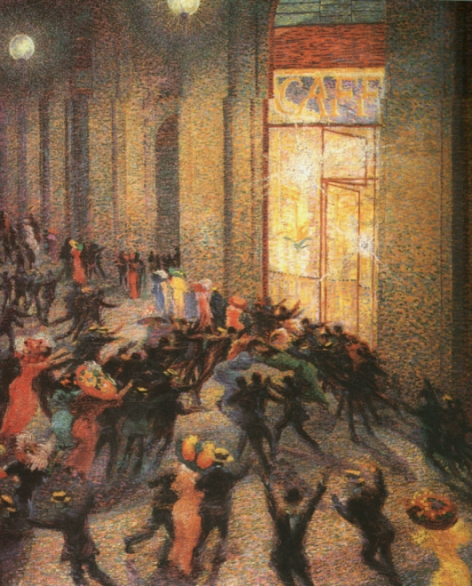
Bójka w Galerii Wiktora Emanuela, 1910, olej na płótnie, 76 x 64 cm., Pinakoteka Brera, Mediolan

Dzięki uczęszczaniu do pracowni Giacomo Balla, Boccioni zaczął malować w manierze pointylistycznej. Wkrótce jednak malarstwo jego pod wpływem programu futurystycznego, uległo radykalnym przemianom. Konstruował formy za pomocą przenikających się nawzajem płaszczyzn, komponując obraz według reakcji przedmiotów na światło.
W 1910 roku namalował obraz Awantura w galerii, który wystawił zorganizowanej w mediolańskiej siedzibie stowarzyszenia „Famiglia Artistica”.
W roku 1911 malował pierwsze obrazy futurystyczne:
- tryptyk Stany duszy (podtytuły: Pożegnanie, Ci, co odchodzą, Ci , co pozostają)
- Siły ulicy

W następnym roku powstawały obrazy o charakterystycznych tytułach
- Symultaniczny widok z okna
- Ulica wchodzi do domu, Sprengel Museum w Hanowerze
- Dynamizm głowy kobiecej
- Elastyczność, synteza ruchu galopującego konia

W 1913 Boccioni zarzucił dotychczasowe tematy (tłum, miasto, ulicę) i starał się przedstawić na płótnie szybkość. Pojawiały się więc parowozy, samochody i rowery. W obrazie Dynamizm cyklisty dokonał syntezy ruchu roweru. Szkic do obrazu, wykonany tuszem jest jeszcze figuratywny, ale namalowany obraz jest już wyłącznie abstrakcyjny. Tę serię obrazów zamyka obraz z 1915 roku, wykonany w technice collage, Szarża lansierów.

## Rzeźbiarz

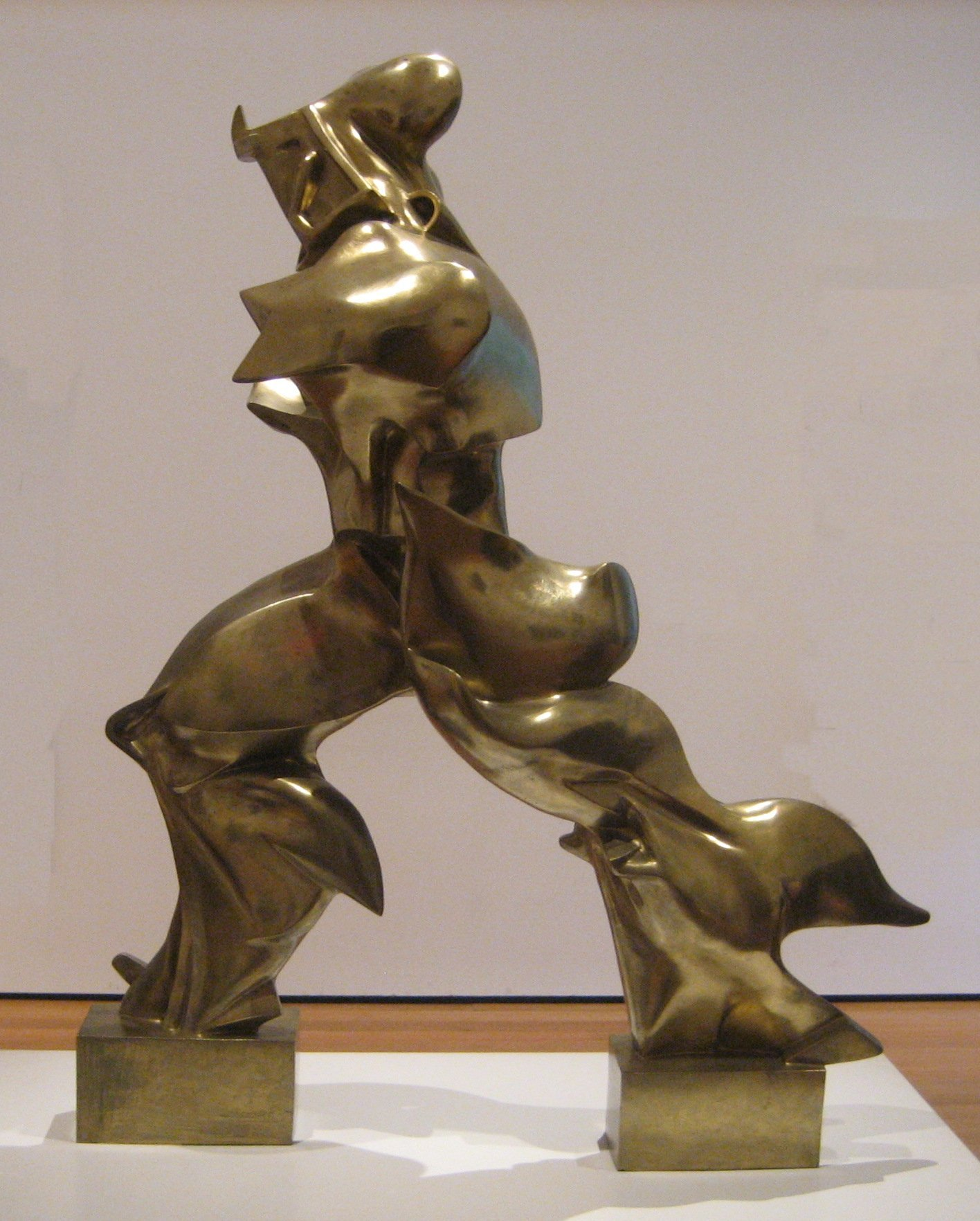
Jedyna forma ciągłości w przestrzeni, 126,4x89x40,6 cm, kolekcja G. Mattioli, Mediolan

Wśród futurystów był czołowym rzeźbiarzem. Jego rzeźby są dynamiczne, pełne ekspresji, nie stroniące od groteski. W jednej z pierwszych rzeźb Boccioniego z roku 1912 Abstrakcyjne wklęsłości i wypukłości głowy artysta zestawia formy „pozytywowe” i „negatywowe”.
Rzeźby z cyklu Antigrazioso są protestem przeciwko naturalistycznej, opartej na tradycji historycznej twórczości akademickiej.
Rzeźbami, które najbardziej konsekwentnie realizują założenia teoretyczne futuryzmu są
- Jedyne kształty ciągłości w przestrzeni, rok 1913
- Rozwinięcie butelki w przestrzeni, rok 1912

Rzeźby futurystyczne Boccioniego wyprzedzały twórczość kubistów.

## Teoretyk sztuki
Obok Marinettiego był najważniejszym współtwórcą futuryzmu. W kwietniu 1912 opublikował Manifest techniczny rzeźby futurystycznej, a w roku 1914 Manifest futurystyczny malarstwa i rzeźby.

## Linki
- W kierunku wieczora (Boccioni)